# U 121 (U-Boot, 1940)
U 121 war ein deutsches U-Boot vom Typ II B, das im Zweiten Weltkrieg von der deutschen Kriegsmarine eingesetzt wurde.

## Geschichte
Der Auftrag für das Boot wurde am 28. August 1937 an die Flender-Werke, Lübeck vergeben. Die Kiellegung erfolgte am 31. März 1938, der Stapellauf am 20. April 1940, die Indienststellung unter Oberleutnant zur See Karl-Ernst Schroeter am 28. Mai 1940.
Das Boot gehörte nach seiner Indienststellung bis zum 25. März 1942 als Schulboot zur U-Bootschulflottille in Kiel, die am 1. Juli 1940 in 21. U-Flottille umbenannt und nach Pillau verlegt wurde sowie vom 26. März 1942 bis zum 15. Mai 1942 als Schulboot zur 24. U-Flottille in Memel. Vom 16. Mai 1942 bis zum 16. März 1945 war das Boot wieder als Schulboot bei der 21. U-Flottille in Pillau bzw. Memel eingesetzt. Vom 17. März 1945 bis zum 5. Mai 1945 war es dann als Schulboot bei der 31. U-Flottille in Hamburg.
U 121 war ein reines Schul- und Ausbildungsboot und lief zu keinen Unternehmungen aus.

## Verbleib
Das Boot wurde am 5. Mai 1945 in Wesermünde gemäß dem lange bestehenden, allerdings von Großadmiral Dönitz noch am Abend des 4. Mai 1945 aufgehobenen Regenbogen-Befehl von seiner Besatzung selbstversenkt. Das Wrack wurde 1949 gehoben und im November 1950 verschrottet.